# Lila Latrus
Lila Latrus –en árabe, ليلى العتروس– (nacida el 15 de julio de 1979) es una deportista argelina que compitió en judo. Ganó una medalla de oro en los Juegos Panafricanos de 2007, y cuatro medallas de oro en el Campeonato Africano de Judo entre los años 2004 y 2009.

## Palmarés internacional
| Juegos Panafricanos | Juegos Panafricanos          | Juegos Panafricanos | Juegos Panafricanos |
| Año                 | Lugar                        | Medalla             | Categoría           |
| ------------------- | ---------------------------- | ------------------- | ------------------- |
| 2007                | Argel (Argelia)              | Medalla de oro      | –57 kg              |
| Campeonato Africano |                              |                     |                     |
| Año                 | Lugar                        | Medalla             | Categoría           |
| 2004                | Túnez (Túnez)                | Medalla de oro      | –57 kg              |
| 2005                | Puerto Elizabeth (Sudáfrica) | Medalla de oro      | –57 kg              |
| 2008                | Agadir (Marruecos)           | Medalla de oro      | –57 kg              |
| 2009                | Puerto Louis (Mauricio)      | Medalla de oro      | –57 kg              |